# Penicillium pseudostromaticum
Penicillium pseudostromaticum är en svampart som beskrevs av Hodges, G.M. Warner & Rogerson 1971. Penicillium pseudostromaticum ingår i släktet Penicillium och familjen Trichocomaceae.   Inga underarter finns listade i Catalogue of Life.